# Đề Sặt
Đỗ Văn Hùng (? – 1893) còn được gọi là Đề Sặt, từng phục tùng và đã ám sát thủ lĩnh nghĩa quân Yên Thế Đề Nắm rồi hàng Pháp. Sau đó, Đề Truật dưới lệnh của Đề Thám đã vây bắt và giết y rồi đem đi bêu để trả thù cho Đề Nắm.